# روبن لي غراهام
روبن لي غراهام (بالإنجليزية: Robin Lee Graham)‏ هو مستكشف أمريكي، ولد في 5 مارس 1949 في أورانج في الولايات المتحدة.